# Distretto di Schwarzenburg
Il distretto di Schwarzenburg è stato uno dei 26 distretti del cantone di Berna in Svizzera. Confinava con i distretti di Berna a nord-est, di Seftigen a est e di Niedersimmental a sud-est e con il Canton Friburgo (distretto di Sense) a ovest. La località di Schwarzenburg, situata nel comune di Wahlern era il capoluogo del distretto. Dal 1º gennaio 2010 è stato soppresso ed il suo territorio è stato assorbito dal nuovo circondario amministrativo di Berna-Altipiano svizzero.

## Comuni
- CH-3183 Albligen
- CH-3158 Guggisberg
- CH-3154 Rüschegg
- CH-3150 Wahlern

### Divisioni
- 1860: Guggisberg → Guggisberg, Rüschegg